# I.L.Y.V.M.
「I.L.Y.V.M.」（アイ・ラブ・ユー・ベリー・マッチ）は1988年6月6日に発売された甲斐よしひろ5thシングル。オリジナル楽曲では3rdシングルにあたる。

## 概要
オリジナル・アルバム『カオス』の先行シングルで、映画『極道渡世の素敵な面々』の主題歌に使用された。
カップリングは、アルバム未収録のテイクとなっている。

## 収録曲
- 全作詞・作曲：甲斐よしひろ

1. I.L.Y.V.M.
2. I.L.Y.V.M. No-3